# I mostri
I mostri è un film ad episodi del 1963 diretto da Dino Risi.
Il film, con protagonisti Vittorio Gassman e Ugo Tognazzi, è stato selezionato tra i 100 film italiani da salvare.

## Trama
Il film è articolato su una sequenza di 20 episodi del tutto disgiunti tra loro, per la durata complessiva di 118 minuti; ogni episodio è di durata e struttura assai diversa dagli altri, ma tutti riferibili a un contesto temporale e geografico uniforme: la Roma dei primi anni sessanta.
Tutti gli episodi ruotano intorno a personaggi esemplari, in genere caricaturali, interpretati dai due attori principali, Ugo Tognazzi e Vittorio Gassman, che compaiono sia alternativamente, sia insieme, e nei vari episodi possono essere affiancati da altri attori (Lando Buzzanca, Franco Castellani, Marisa Merlini e il piccolo Ricky Tognazzi, che all'età di otto anni debuttò come attore bambino nel primo episodio di questo film, L'educazione sentimentale). Alcuni episodi sono assai brevi e hanno la durata e la struttura di una scenetta, altri invece presentano le costruzioni più elaborate di un racconto.
Diversi episodi (per es. Il mostro o L'agguato), spesso quelli più brevi, sembrano giocare sull'ambiguità della figura del "mostro" spingendo lo spettatore a chiedersi chi effettivamente sia il mostro. E ciò mettendo in discussione principi come la legalità. Chi è "il mostro" ne L'agguato? L’Agente che, appostato dietro l'edicola, attende gli ignari automobilisti violatori del codice della strada o questi ultimi che non ne rispettano le regole? O in Testimone volontario chi è il mostro, l'avvocato che, per difendere l'assassino, smantella il testimone esponendolo al ludibrio della folla, ma soprattutto agli occhi della povera consorte, o quest'ultimo?

### Episodi

#### L'educazione sentimentale
Un padre si prende cura dell'educazione e dell'iniziazione sociale del figlio scolaro elementare, ricorrendo a una serie di esempi e insegnamenti ispirati all'assoluta disonestà e alla più totale mancanza di rispetto per il prossimo. Sarà lui stesso dieci anni dopo a pagarne le conseguenze, derubato e ucciso dal figlio.

#### La raccomandazione
Un attore navigato e snob telefona a un impresario suo conoscente per raccomandargli un modesto attore di teatro che a lui si era rivolto in cerca di aiuto. Nel corso della telefonata, il protagonista inizialmente promuove e difende con sentimento il collega sfortunato, poi, proseguendo la conversazione, cambia atteggiamento finendo per segnalare un altro attore.

#### Il mostro
Due poliziotti con evidenti difetti fisici si concedono ebeti e vanesi al fotografo che li immortala dopo la cattura di un pluriomicida, soprannominato "il Mostro".

#### Come un padre
Un giovane marito, geloso e disperato per le ripetute uscite serali della moglie, si precipita in piena notte a casa del suo migliore amico Stefano per confidargli i suoi timori sulla fedeltà della moglie Luciana. Ne riceve rassicurazioni, consigli amichevoli e l'invito a tornare a casa sereno e tranquillo. In realtà Luciana è proprio nella camera da letto di Stefano, suo amante.

#### Presa dalla vita
Un regista, facilmente riconducibile a Federico Fellini, fa rapire una povera signora anziana dal personale addetto ai ruoli per utilizzarla, suo malgrado, in una scena di un suo film.

#### Il povero soldato
Un soldato di leva veneto, apparentemente ingenuo e disperato per l'assassinio di sua sorella, prostituta d'alto bordo, cerca di vendere a un quotidiano romano il diario segreto della vittima, fingendosi ignaro della sua attività.

#### Che vitaccia!
Un baraccato romano, padre di una famiglia numerosa e indigente, si dispera per le condizioni economiche in cui versa e che non gli consentono nemmeno di provvedere alle cure di un figlio malato. Appena fuori del tugurio però spende gli ultimi spiccioli rimasti per recarsi allo stadio e tifare per la sua squadra del cuore, la Roma.

#### La giornata dell'onorevole
Un deputato con importanti incarichi, onesto e morigerato nelle apparenze, ospite fisso di un convento di frati, riceve la notizia che il generale Olivazzi, incaricato di indagare sulla compravendita di alcuni terreni, sta per consegnargli un dossier con le prove schiaccianti della truffa che sta per essere perpetrata ai danni dello Stato. L'onorevole mette in attesa il generale e esce per assolvere a numerosi impegni di nessuna importanza onde evitare il colloquio e impedire che il dossier gli venga consegnato in tempo. L'alto ufficiale sarà poi "premiato" dall'onorevole con il pensionamento.

#### Latin lovers (amanti latini)
In un contorno interregionale di giovani seduttori di bagnanti italiane ed estere, Gassman e Tognazzi si crogiolano al sole in compagnia di un'avvenente ragazza seduta nel mezzo. Una volta allontanatasi, i due allungano il braccio come per cercare di toccarla, per finire - più o meno inconsapevolmente - mano nella mano.

#### Testimone volontario
L'avvocato D'Amore, abile e senza scrupoli, difende un uomo accusato di omicidio. Si presenta un tale Pilade Fioravanti che, spinto dal senso del dovere, vuole rilasciare una deposizione di fondamentale importanza. Prendendo tempo per indagare, l'avvocato scopre una serie di magagne nel passato e nel presente del Fioravanti, screditandolo al punto da far decadere la sua testimonianza con un formale rimprovero del giudice.

#### I due orfanelli
Due suonatori di strada, di cui uno cieco, chiedono l'elemosina sulla scalinata della Basilica dei Santi Pietro e Paolo all'EUR, quando incontrano un medico chirurgo specialista in oftalmologia, il quale a sua volta spiega al mendicante vedente di essere in grado di aiutare l'altro gratuitamente. Rischiando di perdere la propria fonte di sostentamento, ringrazia il medico ed esorta il cieco ignaro a spostarsi altrove.

#### L'agguato
Un Agente zelante tende agguati ai clienti di un'edicola i quali, ignorando un divieto di sosta, fermano la loro auto giusto il tempo per acquistare il giornale. 
Nel ruolo degli automobilisti che fermano l'auto in sosta vietata, compaiono il produttore Mario Cecchi Gori e l'addetto stampa Enrico Lucherini.

#### Il sacrificato
Un uomo sposato, sfruttando la sua oratoria, convince l'amante a lasciarlo parlandole di un sacrificio per il suo bene e per quello della moglie incinta. L'uomo in tal modo può dedicarsi ad un'altra donna.

#### Vernissage
Un padre di famiglia firma la sua ultima cambiale per acquistare una sospirata Fiat 600, felice di garantire della comodità e del benessere ai suoi cari. Appena uscito dal salone, si reca sul Lungotevere per farci salire una prostituta.

#### La musa
La giuria di un concorso letterario cede alle insistenze caparbie e alle motivazioni circostanziate della sua presidentessa, facilmente riconducibile a Maria Bellonci, e assegna il primo premio a un autore sconosciuto e di scarso talento che si rivelerà essere l'amante della presidentessa stessa.

#### Scenda l'oblio
Durante la proiezione di un film sulla seconda guerra mondiale, uno spettatore assiste con sua moglie alla scena di una rappresaglia nazista, interessati al muro dell'esecuzione e pensando di farne costruire uno simile nella loro villa di campagna.

#### La strada è di tutti
Un uomo ammonisce veementemente gli automobilisti alla prudenza e al rispetto per i pedoni, per poi comportarsi in maniera spregiudicata e pericolosa una volta alla guida.

#### L'oppio dei popoli
Una moglie giovane ed avvenente riceve il proprio amante in casa mentre il marito assiste alla visione di un film avvincente, tanto assorto da ignorare totalmente la presenza del suo rivale.

#### Il testamento di Francesco
Un uomo dall'aspetto molto curato e dal linguaggio forbito è seduto nella sala trucco di uno studio televisivo e tormenta il truccatore esigendo, con pretesti logorroici, continui ritocchi al suo trucco. Una volta in onda lo si scoprirà essere un frate intento a predicare contro la vanità all'interno di una rubrica religiosa.

#### La nobile arte
Guarnacci, organizzatore di incontri pugilistici, tenta di riprendere la sua attività organizzando un incontro impari tra il campione del momento e Artemio Altidori, un pugile suonato e ritiratosi da anni. Raggirato dalle lusinghe, Altidori accetta di tornare sul ring, per finire presto al tappeto, pur sopravvivendo alla prima ripresa onde avere il compenso, subendo tuttavia una menomazione psicofisica permanente.

## Censura
Nell’appunto (26/11/1963) del Direttore Generale dello Spettacolo indirizzato al Ministro si precisava che “la Commissione non ha avuto il minimo dubbio circa l’approvazione senza condizione di questa pellicola”. Inoltre:

## Colonna sonora
Le canzoni del film:
- Abbronzatissima - cantata da Edoardo Vianello (episodio: Latin lovers)
- Cosa vuoi da me - cantata da Michele (episodio: La nobile arte)
- Se mi perderai - cantata da Nico Fidenco (episodio: La nobile arte)
- I tuoi capricci - cantata da Neil Sedaka (episodio: La nobile arte)
- Io che amo solo te - cantata da Sergio Endrigo (episodio: La nobile arte)
- Alla mia età - cantata da Rita Pavone (episodio: L'educazione sentimentale)
- Tornerai...Suzie - cantata da Nico Fidenco (episodio: L'oppio dei popoli)
- Samoa Tamourè - cantata da I 4 + 4 di Nora Orlandi (episodio: Presa dalla vita e titoli di testa e di coda)

Edizioni musicali RCA Simphony; registrazioni e dischi RCA Italiana.
All'epoca (1963) la RCA Italiana pubblicò un 45 giri appositamente dedicato al film (numero catalogo: PM45-3236) contenente due canzoni: Samoa Tamourè / La nobile arte dirette da Armando Trovajoli.

## Distribuzione

### Home video
- La prima edizione esce come dodicesima VHS nella collana CINEMA ITALIA (data di uscita non reperibile).[senza fonte]
- La prima edizione in DVD esce nel luglio 2007.[senza fonte]
- La seconda edizione esce nel marzo 2018 in DVD e Blu-Ray nell'edizione Nuova versione restaurata.[senza fonte]

## Sequel
Nel 1977 uscì il sequel titolato I nuovi mostri.